# Чахарская операция
Чахарская операция (яп. チャハル作戦) или Нанькоуская кампания (кит. 南口戰役; пиньинь Нанькоу Чжаньи) — одно из сражений в начале японо-китайской войны (1937—1945), последовавшее в августе 1937 года после Пекин-Тяньцзиньской операции.
Это было второе наступление Квантунской армии и армии Внутренней Монголии принца Дэ Вана на территорию Внутренней Монголии после провала Суйюаньской кампании (1936). Экспедиционные силы находились под непосредственным командованием генерала Хидэки Тодзё, начальника штаба Квантунской армии. Также были задействованы дополнительнве силы из состава гарнизона Чудской железной дороги: позднее 1-я армия под командованием генерала Киёси Кацуки.

## Япония
- 5-я дивизия
- 9-я пехотная бригада
- 11-й пехотный полк
- 41-й пехотный полк
- 21-я пехотная бригада
- 21-й пехотный полк
- 42-й пехотный полк
- 5-й горный артиллерийский полк
- 5-й кавалерийский полк
- 5-й инженерный полк
- 5-й транспортный полк
- 4-й танковый батальон
- 11-я отдельная смешанная бригада
- 11-й отдельный пехотный полк
- 12-й отдельный пехотный полк
- 11-я независимая кавалерийская рота
- 11-й отдельный полевой артиллерийский полк
- 12-й отдельный горнострелковый полк| Японо-китайская война (1937—1945)                                                                                                                                                                                                                                                                                                                                                                                                                                                                                                                                                                                                                                                                                                                                                                                                                                                                                                                                                                                                          | Японо-китайская война (1937—1945) |
| --- | --------------------------------- |
| Предыстория конфликта Маньчжурия (1931—1932) Мукден Нэньцзян Хэйлунцзян Цзиньчжоу Харбин Шанхай (1932) Маньчжоу-го Жэхэ Стена Внутренняя Монголия Суйюань Первый этап (июль 1937 — октябрь 1938) Лугоуцяо Пекин-Тяньцзинь Чахар Шанхай (1937) Сыхан Пекин-Ханькоуская операция Тяньцзинь-Пукоуская операция Тайюань Пинсингуань Синькоу Нанкин Нанкинская резня Сюйчжоу Тайэрчжуан Ланьфэн Амой Чунцин Хуанхэ Дабешань Ваньцзялин Ухань Чанша (1938) Кантон Второй этап (октябрь 1938 — декабрь 1941) Хайнань Наньчан Суйсянь-Цзаоян Чанша (1939) Ханькоу Наньнин Куньлунь Зимнее наступление Уюань Цзаоян-Ичан Битва ста полков Французский Индокитай «Ханьшуй» Новая 4-я армия Хэнань Западный Хубэй (1941) Шангао Чжунтяошань Чанша (1941) Третий этап (декабрь 1941 — сентябрь 1945) Чанша (1942) Бирманская дорога Чжэцзян-Цзянси Салуин Западный Хубэй (1943) Хунань Западная Юньнань Чандэ «Ити-Го» («Ко-го» Чанша (1944) Хэнъян Гуйлинь-Лючжоу) Хэнань-Хубэй Западная Хэнань Западная Хунань Гуанси (1945) Советско-японская война |                                   |
- 11-я независимая инженерная компания
- 11-я независимая транспортная компания

Квантунская армия:
- 5-я окружная армия Маньчжоу-Го
- 1-я независимая смешанная бригада
- 4-й танковый батальон
- 12 средних танков типа 89
- 13 лёгких танков типа 95
- 12 танкеток типа 94
- 4 бронированные инженерные машины
- 1-й отдельный пехотный полк
- 1-й отдельный артиллерийский батальон
- 1-я независимая инженерная компания
- 2-я смешанная бригада
- 1-й пехотный полк
- 3-й пехотный полк
- 3-й батальон/57-й пехотный полк
- 2-й ко/1-й кавалерийский полк
- 4-й батальон/1-й полевой артиллерийский полк
- 1-й ко/1-й инженерный полк
- один батальон / 4-й пехотный полк / 2-я дивизия
- 15-я смешанная бригада
- 16-й пехотный полк
- 30-й пехотный полк
- 2-й кавалерийский полк
- 2-й полевой артиллерийский полк
- 2-й инженерный полк
- 2-й транспортный полк

Монгольская армия:
- 1-я кавалерийская дивизия
- 2-я кавалерийская дивизия
- 3-я кавалерийская дивизия
- 4-я кавалерийская дивизия
- 5-я кавалерийская дивизия
- 6-я кавалерийская дивизия
- 7-я кавалерийская дивизия
- 8-я кавалерийская дивизия
- 2-я авиагруппа
- 12-й авиаполк 2-й бомбардировочной эскадрильи Ки-2
- 15-й авиационный полк 4 эскадрильи самолётов-разведчиков Ki-4 и Ki.15
- 2-й батальон / 16-й авиаполк Ки-10
- 2 эскадрильи истребителей, 4 эскадрильи самолётов-разведчиков, 2 эскадрильи бомбардировщиков

## Китай
- 1-й кавалерийский корпус
- 1-я кавалерийская дивизия
- 2-я кавалерийская дивизия
- Новая 2-я кавалерийская бригада
- 6-я кавалерийская дивизия
- 7-я кавалерийская дивизия
- 7-я группа армий
- 72-я дивизия
- 7-я отдельная бригада
- 200-я бригада
- 211-я бригада
- Отряд 7-й группы армий
- 143-я дивизия
- 27-я отдельная бригада

Фронтовая группа:
- 13-й корпус
- 4-й дивизион
- 89-я дивизия
- 17-й корпус
- 21-я дивизия
- 84-я дивизия

1-й район войны:
- 14-я группа армий
- 85-я дивизия
- 14-й корпус
- 10-й дивизион
- 83-я дивизия

Примечания
- + Реорганизованные дивизии без немецкой подготовки.

## Сражения вокруг Нанькоу
8 августа японская 11-я отдельная смешанная бригада под командованием генерала Сигэясу Судзуки начала наступление на левый фланг позиции 13-го корпуса у Нанькоу, но была остановлена через три дня из-за труднопроходимой местности и упорным сопротивлением китайцев. В результате новой атаки 11 августа, поддержанной танками и авиацией, была захвачена станция Нанькоу. После занятия станции бригада начала наступление на перевал Цзюйонг.
В тот же день Чан Кайши приказал 14-й группе армий (10-я, 83-я и 85-я дивизии) генерала Вэй Лихуана вступить в сражение. Прибыв по железной дороге из Инчиачжуана в И-Сянь, части 14-й группы армий были отправлены в наступление с фланга через равнины к западу от Бэйпина в поддержку сил Тан Эньбо. Китайская 1-я армия нанесла удары по японским войскам в Лянсяне и Чайли и послала отряд на перевал Хэйлунн прикрывать наступление 14-й группы армий. 
12 августа армия Тан Эньбо контратаковала, окружив японцев и отрезав их от снабжения и коммуникаций. 14 августа 5-я дивизия Сэйсиро Итагаки была отправлена на помощь 11-й отдельной смешанной бригаде в Цзююнгуань.
16 августа Итагаки прибыл в Нанькоу и начал охват правого фланга 13-го корпуса, пять раз атакуя Хуанлаоюань. 7-я бригада 4-й дивизии Ши Цзюэ была переброшена, чтобы блокировать этот манёвр. Также были подтянуты подкрепления 21-й дивизии Ли Сянь-чжоу и 94-й дивизии Чжу Хуай-бина. В течение нескольких дней шли тяжёлые бои. 17 августа генерал Янь Сишань, начальник Тайюаньского штаба, приказал 7-й армии Фу Цзои перебросить 72-ю дивизию и три бригады по железной дороге из Татуна в Хуайлай, чтобы усилить силы генерала Тан Эньбо.

## Бои за Великую Китайскую стену
Тем временем в северном Чахаре китайский 1-й кавалерийский корпус отбил Шанту, Наньхаочань, Шаньи и Хуатэ у армии принца Дэ. Части 143-й дивизии заняли Чжунли, а её основные силы достигли Чанпэя. 
Генерал-лейтенант Хидэки Тодзё сконцентрировал ударную группировку, состоявшую из механизированной 1-й отдельной смешанной бригады и 2-й и 15-й смешанных бригад, для контрнаступления от Чанпэя до Калгана. С 18 по 19 августа его группировка контратаковала из Чанпэя и заняли Шенвейтайко у Великой стены и плотину Ханно. Разрозненные и плохо оснащённые китайские войска не смогли остановить продвижение японцев, которые теперь угрожали у Калгана железной дороге Пекин — Суйюань. 
Войска Тан Энбо вернулись, чтобы защитить Калган. 20 августа Фу Цзояи (7-я армия) присоединил к себе 200-ю и 211-ю бригады, которые двигались на юг по железной дороге. Оставшаяся 72-я дивизия Фу прибыла на подкрепление Чэньпяня, а его 7-я отдельная бригада была отправлена на защиту железнодорожной станции Хуайлай.
21 августа японские войска прорвались к деревням Хэнлинчэн и Чэньбяньчэн. Войска Тан Эньбо все ещё обороняли Хуайлай, перевал Чуюн и Яньцин, потеряв более 50 % состава, и ожидали подкрепления. 143-я дивизия Лю Цзюмина отступила, чтобы защитить Калган от наступающих японцев.
23 августа, когда японская 5-я дивизия Сэйсиро Итагаки наступала на Хуайлай из Чэньпяня против 7-й отдельной бригады Ма Йеншу, передовые части китайской 14-й группы армий вышли на японский фланг у Чингпайкоу, оттеснив там японский аванпост и приблизившись к наступающим японским войскам. Однако они задержались при переправе через реку Юньтин, и их атака была отложена. Из-за плохой связи они также не смогли связаться с соседями. После восьми суток боёв Итагаки 24 августа соединился со 2-й отдельной смешанной бригадой Квантунской армии в Сяхуаюане.
26 августа войскам Тан Эньбо было приказано прорваться к реке Саньчянь, в то время как войскам Лю Цзюмина было приказано отойти на дальний берег реки Сянян.
27 августа Калган был захвачен японцами. После того как 200-я и 211-я бригады генерала Фу Цзойи не смогли отбить Калган, войска Фу отступили на запад, чтобы защитить железную дорогу, ведущую к Суйюань у Чайкупао.
29 августа японский отряд (названный китайцами колонной Оуи, а японцами — отрядом Охидзуми) двинулся на юг от Тушихкоу и 30 августа атаковал Яньчин через Чихчэн, но был отбит китайским 17-м корпусом. После отражения атаки колонны Оуи 17-й корпус отошёл, чтобы присоединиться к остальным силам Тан Эньбо на дальнем берегу реки Санчиен. Это положило конец Чахарской операции.

## Результаты
4 сентября в Калгане было создано правительство Южного Чахара, поддерживаемое Японией. После падения Калгана «полную независимость» Чахара от Китая провозгласили «100 влиятельных лиц» во главе с прояпонским монголом Де, который долгое время возглавлял движение «Внутренняя Монголия для внутренних монголов». Именно принц Дэ помог японцам взять Калган и за это был вознаграждён, получив высокий пост в новом прояпонском Монгольском объединённом автономном правительстве.